# Ti regalerò una rosa
Ti regalerò una rosa è una canzone di Simone Cristicchi, vincitrice del Festival di Sanremo 2007.

## Descrizione
La canzone è caratterizzata da strofe recitate in stile pop rap inframmezzate da un ritornello cantato. Il testo consiste in una lunga lettera che Antonio, un uomo di 53 anni (afferma di essere nato nel 1954) che soffre di problemi psichiatrici fin da giovane (racconta di aver creduto di parlare con il Diavolo), scrive alla sua amata Margherita dalle buie celle del manicomio dove è chiuso, del quale anche lei è stata ospite per qualche tempo. Da tale lettera si apprende che anche in quell'ambiente tetro e disperato è riuscito a sbocciare un amore e che Antonio, nonostante il trattamento disumano che da sempre, per il solo fatto di essere malati mentali, viene riservato a lui e a chi è nella sua stessa condizione dalle altre persone ("per la società dei sani siamo sempre stati spazzatura"), non ha mai dimenticato quei pochi momenti nei quali il provare un sentimento d'amore era l'unica cosa che gli consentiva di sentirsi vivo, umano. Per liberarsi di tanto dolore e ritrovare l'illusione di una libertà inesistente, ad Antonio non resta che stupire ancora una volta la sua Margherita, con un ultimo volo.
Il tema della sanità mentale è molto caro a Cristicchi fin dal periodo in cui, da giovane, svolse il servizio civile in un istituto psichiatrico, esperienza che lo segnò profondamente; la genesi della canzone ha avuto inizio dopo che il cantautore visitò l'imponente manicomio che sorge nella cittadina di Girifalco, in Calabria, decidendo di realizzare un viaggio per visitare gli ospedali psichiatrici italiani, durante il quale vennero realizzate le riprese del documentario Dall'altra parte del cancello. L'ispirazione per il testo di Ti regalerò una rosa proviene proprio dalle sconvolgenti vicende che sono state riferite a Cristicchi dai pazienti degli istituti neurologici da lui visitati in tale occasione.
Il brano è stato presentato nella sezione Campioni del 57º Festival di Sanremo ed ha avuto un grande successo, classificandosi al primo posto della competizione musicale e vincendo anche il Premio della Critica "Mia Martini" ed il Premio Sala Stampa Radio-Tv; è stato poi incluso nell'album di Cristicchi uscito sempre nel 2007, intitolato anch'esso Dall'altra parte del cancello.

## Dichiarazione dell'artista
(Simone Cristicchi, 2025)

## Video musicale
Il video è stato diretto da Alberto Puliafito, con la fotografia di Gianni Giannelli e il montaggio di Fulvio Nebbia e Michela Sessa. Nel video Cristicchi si aggira tra le fatiscenti mura di alcuni istituti neurologici in disuso realmente esistenti, fra cui quello di Cogoleto, in provincia di Genova, e quello di Quarto dei Mille nella stessa Genova.
Il videoclip ha vinto il Premio Videoclip Italiano 2007 nella categoria Artista Uomo.

## Classifiche
| Classifica (2007) | Posizione massima |
| ----------------- | ----------------- |
| Italia            | 1                 |